# Tinus palictlus
Espèce
Tinus palictlus est une espèce d'araignées aranéomorphes de la famille des Pisauridae.

## Distribution
Cette espèce est endémique du San Luis Potosí au Mexique,. Elle se rencontre vers Tamazunchale.

## Description
La carapace du mâle holotype mesure 7,1 mm et la carapace de la femelle paratype mesure 7,3 mm.

## Étymologie
Son nom d'espèce lui a été donné en référence au lieu de sa découverte, Palictla.

## Publication originale
- Carico, 1976 : The spider genus Tinus (Pisauridae). Psyche, Cambridge, vol. 83, p. 63-78.